# マグナム北斗
マグナム 北斗（マグナム ほくと、本名:平地 宏二、1963年3月23日 - ）は、日本のタレント、作家、実業家、スポーツ評論家。元AV男優。血液型A型。愛称はマグやん。

## 略歴

### 生い立ち
広島県三原市で生まれ、その後兵庫県加古川市等を転々として神戸市に移住。現在は大阪市西区のマンションに暮らす。中学校卒業後は単に受かったから、金を貰えるからという理由だけで1978年に航空自衛隊入隊。1980年に除隊後、バーテン、ラーメン屋、板前、パンクバンドのボーカル、DJ、などを転々とした。1985年、22歳の頃にバンドのスタジオ代欲しさにアダルトビデオに出演したのがアダルトビデオ業界に入るきっかけとなった。

### AV男優時代
自慢の巨根（約25cm）を武器に、人気AV男優として5年間でのべ500本以上の作品に出演しアダルトビデオ業界に悪名をとどろかせる。

### 漫才師時代
AV男優引退後、突然「裸で天下取ったから、今度はスーツ着て天下取ったる」と宣言し、1990年に漫才コンビ「ハーレム野郎」を、正木竜三と結成。『ビートたけしのお笑いウルトラクイズ』にも出演した。全国放送のテレビのゴールデン枠に出演したAV男優は初となる。しかし相方に「幸せになりたい」の一言で去られ1996年に解散、6年間の活動に終止符。その後はピン芸人、AVプロデュース等で活躍。
この頃、ユニバーサル・プロレスリングのリングアナウンサーをしていた事がある。リングアナウンサーとしては、その後も関西を中心にスポット的に活動。2013年に旗揚げされた道頓堀プロレスでもリングアナウンサーを務めている。

### その後
大阪に拠点を置き、日本橋で「暴言大将」というトークイベントを隔月で開いている他、雑誌執筆活動、プロレスや格闘技のコメンテーター、リングアナ等多方面で活躍中。東京では、2007年12月から不定期で、トークイベント「マグナム北斗の与太話」を友人の〆さばアタル、山本竜二、八木正幸らと開催している。
2018年11月に一般女性と結婚、2017年8月から大阪・ミナミでスナック「与太ばなし」を経営している。

## 人物
- 肉体関係を持った女性は2000人以上。
- 日本で2番目にヘアーエクステンションをつけている。
- ラテックスアレルギーであるためコンドームを使わないらしい（テレビ番組『おんなじ穴』より）。
- 現在『BRAVE CORE』という日進会館が開催しているキックボクシングの大会でリングアナウンサーを務めている。
- サンテレビのサン虎検定という阪神タイガースの検定番組で、モバイル枠から本名で出場（視聴者出場枠は1人だけ）、3級を獲得するほどの阪神タイガースファンである。本人は、あくまで一般出場なので「平地宏二」として振る舞っていたが、司会の梅田淳は、名前は直接出さないものの、回答者を指名する時などに、「マグナム級の…」「北斗は…」など、何度も笑いながら発言。一般人として振舞っていたので、梅田に「タレントじゃないですよね」と言われたり、（「普段何の仕事をしていますか」と聞かれると）「普通のたこ焼き屋です。住ノ江のたこ焼き屋です。」と言ったりした。
- 兵庫県立青雲高等学校、科学技術学園高等学校大阪分室を経て、大阪府立桃谷高等学校を2011年に卒業した[6]。

## 著書
- マグナム北斗のAV(アダルトビデオ)が100倍楽しくなる本（ダイナミックセラーズ出版、1990年9月）
- マグナム北斗のAV快楽天国（ダイナミックセラーズ出版、1990年12月）
- マグナム伝説―モザイクの裏の真実（ダイナミックセラーズ出版、2001年1月）